# Copenhagen Sprint 2025
1. ročník jednodenního cyklistického závodu Copenhagen Sprint se konal 22. června 2025 v Dánsku. Vítězem se stal Belgičan Jordi Meeus z týmu Red Bull–Bora–Hansgrohe. Na druhém a třetím místě se umístili Francouzi Alexis Renard (Cofidis) a Emilien Jeannière (Team TotalEnergies).
Závod byl součástí UCI World Tour 2025 na úrovni 1.UWT a byl dvanáctým pátým závodem tohoto seriálu. 

## Týmy
Závodu se zúčastnilo celkem 24 týmů - 10 UCI WorldTeamů a 13 UCI ProTeamů a dánský národní tým. Celkem startovalo 166 závodníků. Do cíle jich dojelo 155.
UCI WorldTeamy
- Alpecin–Deceuninck
- Arkéa–B&B Hotels
- Cofidis
- Intermarché–Wanty
- Lidl–Trek
- Red Bull–Bora–Hansgrohe
- Team Bahrain Victorious
- Team Jayco–AlUla
- Team Picnic PostNL
- Visma–Lease a Bike

UCI ProTeamy
- Burgos Burpellet BH
- Caja Rural–Seguros RGA
- Euskaltel–Euskadi
- Israel–Premier Tech
- Lotto
- Q36.5 Pro Cycling Team
- Team Flanders–Baloise
- Team Polti VisitMalta
- Team Solution Tech–Vini Fantini
- Team TotalEnergies
- Tudor Pro Cycling Team
- Unibet Tietema Rockets
- Uno-X Mobility

Národní týmy
- Dánsko

## Výsledky
| Pořadí | Jezdec                      | Tým                     | Čas        |
| ------ | --------------------------- | ----------------------- | ---------- |
| 1      | Jordi Meeus (BEL)           | Red Bull–Bora–Hansgrohe | 5h 01' 15" |
| 2      | Alexis Renard (FRA)         | Cofidis                 | + 0"       |
| 3      | Emilien Jeannière (FRA)     | Team TotalEnergies      | + 0"       |
| 4      | Arnaud Démare (FRA)         | Arkéa–B&B Hotels        | + 0"       |
| 5      | Tobias Lund Andresen (DEN)  | Team Picnic–PostNL      | + 0"       |
| 6      | Hugo Page (FRA)             | Intermarché–Wanty       | + 0"       |
| 7      | Dylan Groenewegen (NED)     | Team Jayco–AlUla        | + 0"       |
| 8      | Phil Bauhaus (GER)          | Team Bahrain Victorious | + 0"       |
| 9      | Stanisław Aniołkowski (POL) | Cofidis                 | + 0"       |
| 10     | Søren Wærenskjold (NOR)     | Uno-X Mobility          | + 0"       |